# Rolf Uwe Fülbier
Rolf Uwe Fülbier (* 1967 in Brühl) ist ein deutscher Ökonom, Steuerberater und Professor für Betriebswirtschaftslehre (BWL). Er ist Inhaber des Lehrstuhls für BWL X – Internationale Rechnungslegung an der Rechts- und Wirtschaftswissenschaftlichen Fakultät (RW) der Universität Bayreuth.

## Leben
Rolf Uwe Fülbier machte von 1986 bis 1988 eine Berufsausbildung zum Bankkaufmann bei der Deutschen Bank AG in Köln.
Er studierte von 1988 bis 1993 Betriebswirtschaftslehre an der Universität zu Köln.
Rolf Uwe Fülbier war von 1994 bis 1998 Doktorand und promovierte im Mai 1998 bei Bernhard Pellens an der Westfälischen Wilhelms-Universität Münster. Seine Dissertation trug den Titel "Regulierung der Ad-hoc-Publizität. Ein Beitrag zur ökonomischen Analyse des Rechts".
Er fungierte von 1999 bis 2004 als Habilitand und habilitierte sich im Juni 2005 bei Bernhard Pellens an der Ruhr-Universität Bochum. Der Titel seiner Habilitationsschrift lautete "Konzernbesteuerung nach IFRS. IFRS-Konsolidierungsregeln als Ausgangspunkt einer konsolidierten steuerlichen Gewinnermittlung in der EU?".
Rolf Uwe Fülbier legte im Jahr 2002 das Steuerberater-Examen ab und wurde im Jahr 2005 zum Steuerberater bestellt.
Er war von 2005 bis 2008 Lehrstuhlinhaber für Externes Rechnungswesen an der WHU – Otto Beisheim School of Management in Vallendar (Universitätsprofessor im Privatdienst).
Rolf Uwe Fülbier ist seit 2008 Inhaber des Lehrstuhls für BWL X – Internationale Rechnungslegung an der Universität Bayreuth (W 3, Ordinarius).
Seit 2006 Mitglied in der Prüfungskommission für Wirtschaftsprüfer und vereidigte Buchprüfer der Wirtschaftsprüferkammer.
2012–2015 Leiter des Arbeitskreises „Immaterielle Werte im Rechnungswesen“ der Schmalenbach-Gesellschaft für Betriebswirtschaft e.V. (seit 1999 Mitglied).
Seit 2013 Koordinator der WP-Option (Verkürzung des WP-Examens nach § 13b WPO) im Masterstudiengang BWL an der Universität Bayreuth.
Seit 2020 Vorsitzender der Wissenschaftlichen Kommission Rechnungswesen WK RECH (2018 – 2020 stellvtr. Vorsitzender) des VHB – Verband der Hochschullehrer für Betriebswirtschaft e.V.

## Forschungsschwerpunkte
Rolf Uwe Fülbiers Forschungsschwerpunkte sind IFRS in Konzeption, Anwendung und Wirkung, Handelsbilanzrecht sowie gesellschafts- und kapitalmarktrechtliche Unternehmenspublizität, Rechnungslegungsforschung aus wissenschaftstheoretischer und historischer Perspektive, Ökonomische Analysen des Rechts (Kapitalmarktrecht, Gesellschaftsrecht und Steuerrecht) sowie Rechnungslegung für kleine und mittlere Unternehmen und Familienunternehmen.

## Auszeichnungen (Auswahl)
Rolf Uwe Fülbier erhielt unter anderem folgende Auszeichnungen:
- 1988: Auszeichnung der IHK für die beste Bankprüfung im IHK-Bezirk Köln
- 1988–1993: Förderkreis der Deutsche Bank AG
- 1991–1993: Stipendiat der Studienstiftung des deutschen Volkes (seit 1994 Mitglied der Auswahlkommission)
- Diplom-Examen als Jahrgangsbester (Rangplatz 1 von 435 mit „sehr gut“) im Studiengang Betriebswirtschaftslehre an der Universität zu Köln
- 1998: Dissertationspreis der Westfälischen Wilhelms-Universität Münster (summa cum laude)
- 2003–2005: Habilitationsstipendium der Ernst & Young Stiftung e.V.
- 2006: WHU-Best Teaching Award Spring Term und Fall Term
- 2010: Goldmedaille der TU Sofia wegen der Verdienste um den Aufbau der FDIBA Fakultät
- 2011: Preis für die beste Lehre an der Rechts- und Wirtschaftswissenschaftlichen Fakultät der Universität Bayreuth
- 2018: Lehrbuchpreis 2018 des Verbands der Hochschullehrer für Betriebswirtschaft e.V. (VHB) für „Internationale Rechnungslegung“ (10. Aufl., 2017, Schäffer-Poeschel, von Pellens/Fülbier/Gassen/Sellhorn)
- 2019: European Accounting Association (EAA) 2019 Best Paper Award in ‚Accounting in Europe‘ für Klein/Fülbier (AinE 2019): „Inside the Black Box of IASB Standard Setting: Evidence from Board Meeting Audio Playbacks on the Amendment of IAS 19 (2011)“

## Schriften (Auswahl)
- Regulierung der Ad-hoc-Publizität. Ein Beitrag zur ökonomischen Analyse des Rechts. Gabler, Wiesbaden 1998, ISBN 3-409-11406-8 (Zugleich: Universität Münster (Westfalen), Dissertation, 1998).
- Konzernbesteuerung nach IFRS. IFRS-Konsolidierungsregeln als Ausgangspunkt einer konsolidierten steuerlichen Gewinnermittlung in der EU? Lang, Frankfurt am Main / Berlin / Bern / Bruxelles / New York / Oxford / Wien 2006, ISBN 978-3-631-55626-9 (Zugleich: Universität Bochum, Habilitationsschrift, 2005).
- Bernhard Pellens / Rolf Uwe Fülbier / Joachim Gassen / Thorsten Sellhorn: Internationale Rechnungslegung. IFRS 1 bis 13, IAS 1 bis 41, IFRIC-Interpretationen, Standardentwürfe. Mit Beispielen, Aufgaben und Fallstudie. 9., überarbeitete Auflage. Schäffer-Poeschel, Stuttgart 2014, ISBN 978-3-7910-3358-7.
- International Differences in Conditional Conservatism, The Role of Unconditional Conservatism and Income Smoothing, in: European Accounting Review, Vol. 15 (2006), 527–564 (with Gassen, J./ Sellhorn, T.).
- Relevance of Academic Research and Researchers‘ Role in the IASB’s Financial Reporting Standard Setting, in: Abacus, Vol. 45 (2009), 455–492 (with Hitz, J.-M./Sellhorn, T.).
- Normative Rechnungslegungsforschung im Abseits? Einige wissenschaftstheoretische Anmerkungen, in: Journal for General Philosophy of Science, Vol. 39 (2009), 351–382 (mit Weller, M.).
- Balancing past and present: Impact of accounting internationalization on German accounting regulations, in: Accounting History, Vol. 20 (2015) 342–374 (with Klein, M.).